# Свети Илия (Сеяце)
„Свети пророк Илия и Свети Никола“ (на сръбски: Храм св. пророка Илије) е възрожденска православна църква във вранското село Сеяце, югоизточната част на Сърбия. Част е от Вранската епархия на Сръбската православна църква.
Църквата е гробищен храм, разположен в северната част на селото. Издигната е в 1872 година. Иконостасът е дар от мутафчийския еснав. Подписан е от четирима дебърски зографи – Димитър Андонов, Петър Николов, Теофан Буджароски и Ангелко Дидон (възможно Ангелко Дамянов). Стенописите са от 1902 година, дело също на дебърски майстор - Кръстьо Аврамов. Църквата е цялостно обновена в 2007 година.